# Varennes-Saint-Sauveur
 Varennes-Saint-Sauveur  es una población y comuna francesa, en la región de Borgoña, departamento de Saona y Loira, en el distrito de Louhans y cantón de Cuiseaux.

## Demografía
| 1201 | 1113 | 1037 | 1054 | 1039 | 1005 |
| Para los censos de 1962 a 1999 la población legal corresponde a la población sin duplicidades (Fuente: INSEE [Consultar]) |      |      |      |      |      |